# Stormyrtjärnen (Ragunda socken, Jämtland)
Stormyrtjärnen är en sjö i Ragunda kommun i Jämtland och ingår i Indalsälvens huvudavrinningsområde.